# Lot z Ashiyi
Lot z Ashiyi (org. Flight from Ashiya) – film sensacyjny produkcji amerykańsko-japońskiej z 1964 roku w reż. Michaela Andersona. Adaptacja powieści Elliotta Arnolda pt. Rescue z 1956 roku.  

## Fabuła
Grupa ratowników z oddziału Sił Powietrznych Stanów Zjednoczonych stacjonujących w tytułowej Ashii w Japonii otrzymuje zadanie misji ratunkowej dla grupy japońskich rozbitków dryfujących na oceanie po katastrofie ich statku podczas tajfunu. Dala każdego z amerykańskich ratowników misja ta staje się okazją do wspomnień z przeszłości. Dla ich dowódcy ppłk. Stevensona jest to misja ratunkowa dla ofiar trzęsienia ziemi na Filipinach i tragicznych wspomnień z okresu pobytu w japońskiej niewoli w której zmarła jego żona i synek. Dla Japończyka z pochodzenia sierż. Takashimy jest to traumatyczny romans z algierską muzułmanką, która zginęła na jego oczach podczas wojny w Afryce Północnej. Dla II-ego pilota, ppor. Gregga jest to wspomnienie nieudanej misji ratunkowej grupy niemieckich cywilów w Alpach, kiedy to pilotowany przez niego śmigłowiec nieopatrznie strącił na oczekujących ratunku ludzi lawinę. Dla wszystkich nich w końcu jednak najważniejsza staje się potrzeba ratunku ludzi. 

## Obsada
- Yul Brynner – st. sierż. Mike Takashima
- Richard Widmark – ppłk. Glenn Stevenson
- George Chakiris – ppor. John Gregg
- Suzy Parker – Lucille Caroll
- Shirley Knight – Caroline Gordon/Stevenson
- Danièle Gaubert – Leila
- Eiko Taki – Tomiko
- Joe Di Reda – st. sierż. Randy Smith
- Tom Korzeniowski – sierż. Garrison
- Mitsuhiro Sugiyama – Charlie
- E.S. Ince – kpt. Walter Mound
- Andrew Hughes – dr Horton
- William Ross – kpt. Jerry Cooper

i in.

## Produkcja
Zdjęcia do filmu rozpoczęły się w sierpniu 1962 roku i trwały trzy miesiące. Prawie wszystkie plenery miały miejsce w Japonii. Wbrew tytułowi filmu i jego fabule, miały one miejsce w bazie Tachikawa. 

## Galeria

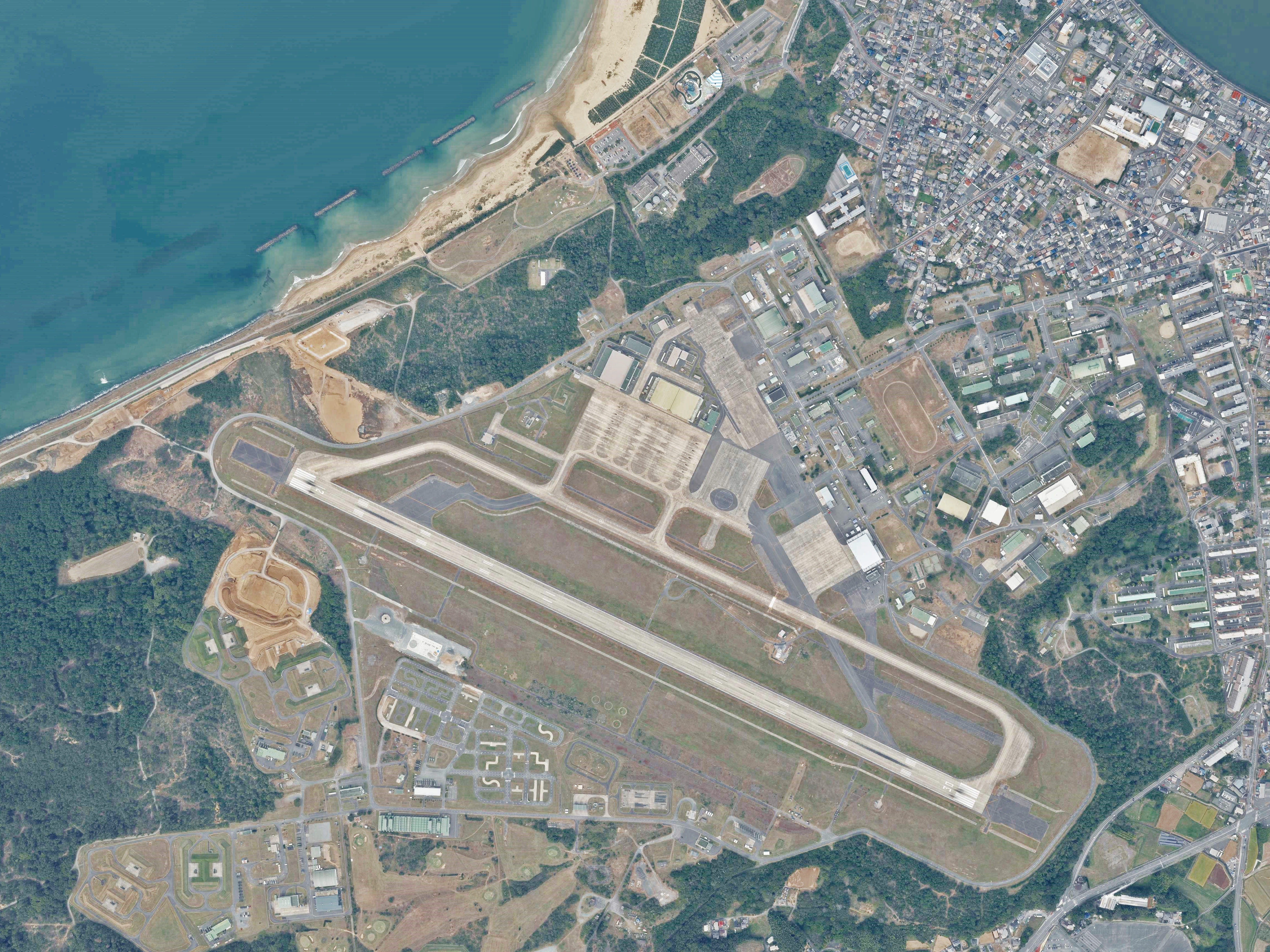
Tytułowa baza lotnicza w Ashii (Japonia)
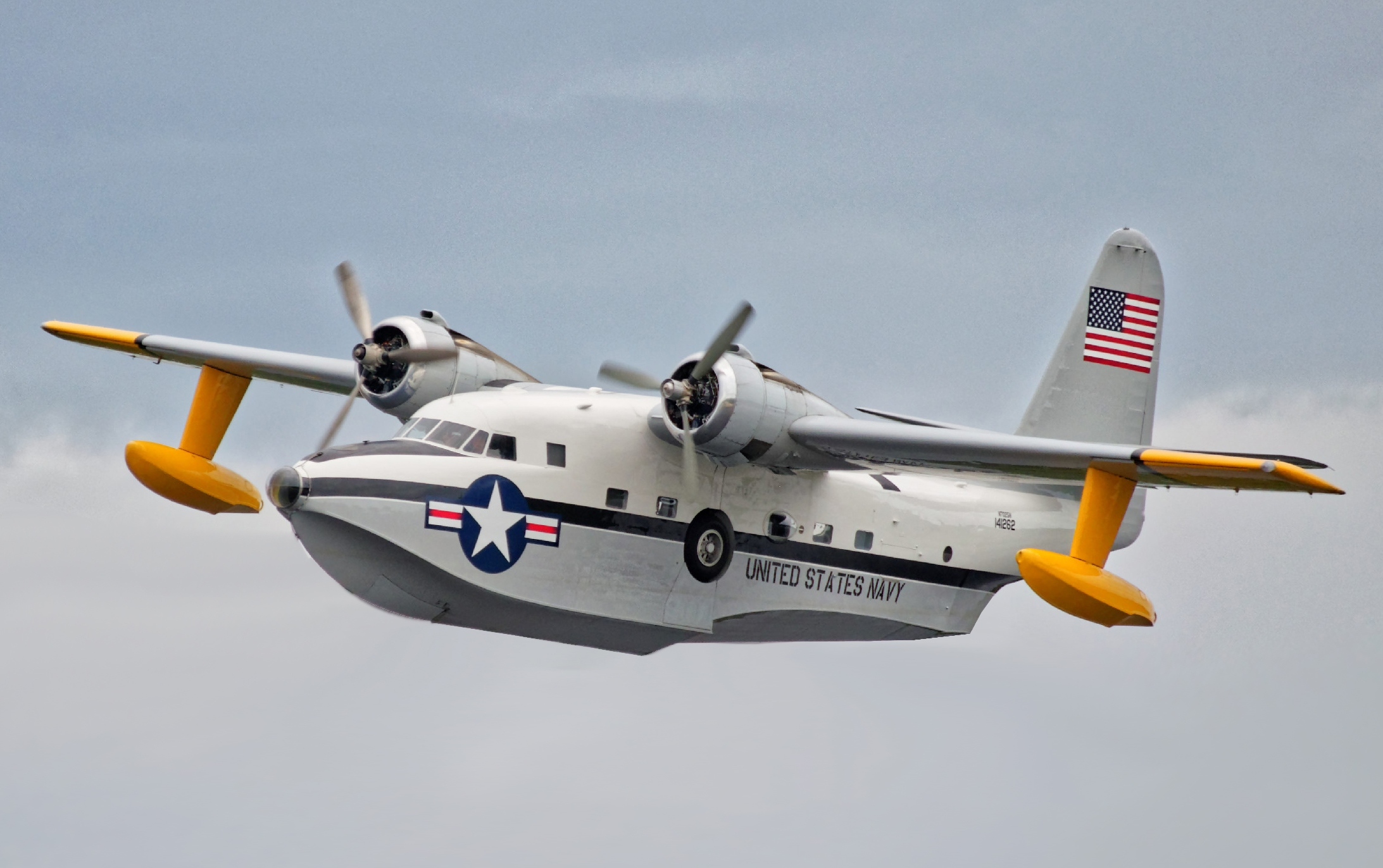
Grumman HU-16 Albatross – dwie maszyny tego typu wykorzystano w scenach ratowania japońskich rozbitków
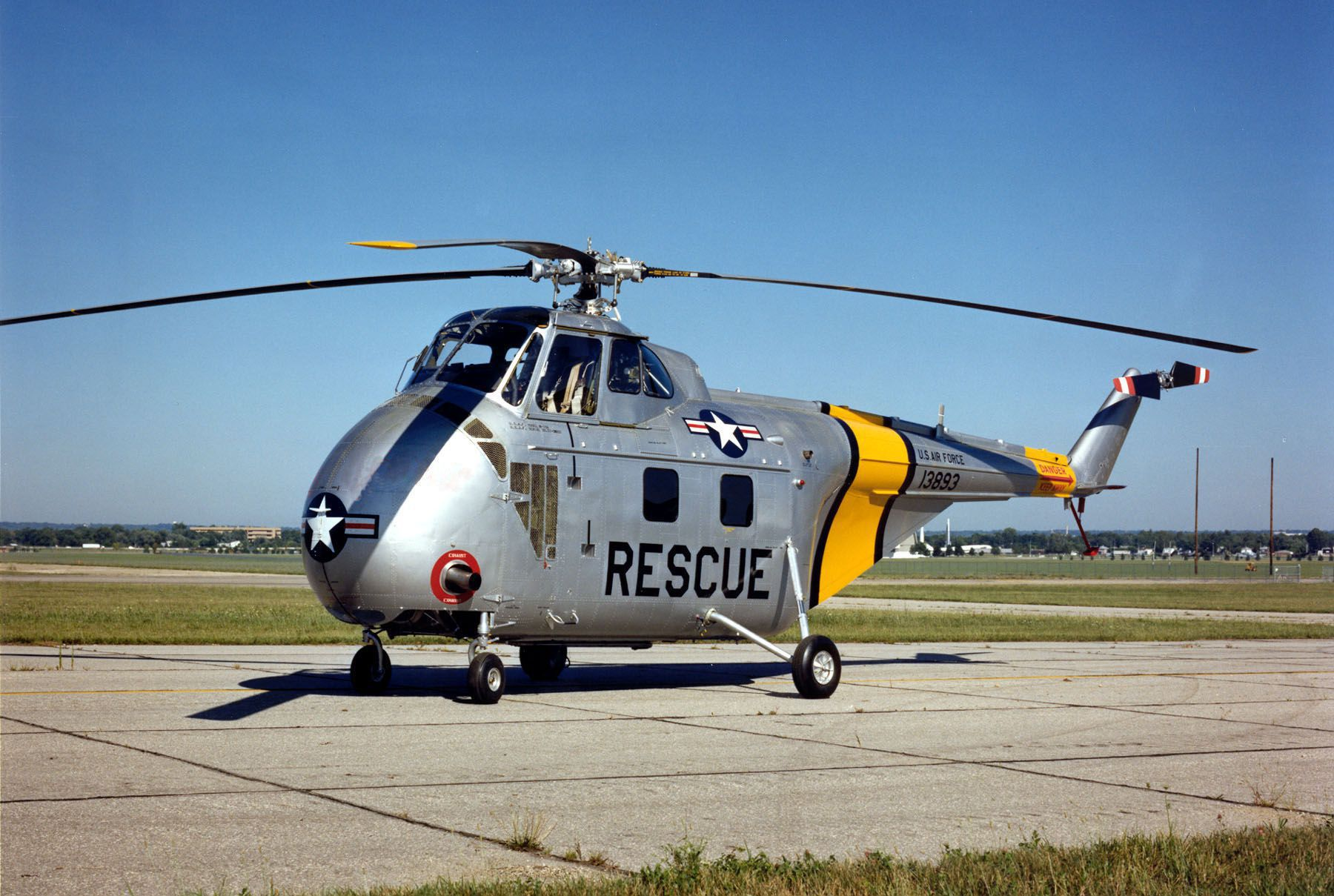
Sikorsky H-19 Chickasaw – jeden z helikopterów tego typu wykorzystano podczas filmowych scen w Alpach
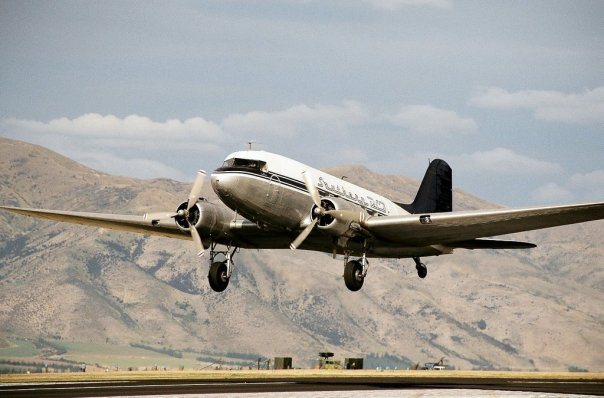
Douglas DC-3 – jeden z takich transportowców można zobaczyć w scenach z misji ratunkowej na Filipinach